# Microporina elongata
Microporina elongata är en mossdjursart som först beskrevs av Walter Douglas Hincks 1880.  Microporina elongata ingår i släktet Microporina och familjen Microporidae. Inga underarter finns listade i Catalogue of Life.